# Microsoft Word Viewer
Microsoft Word Viewer là chương trình phần mềm miễn phí đã ngừng cung cấp cho Microsoft Windows có thể hiển thị và in các tài liệu Microsoft Word. Word Viewer cho phép sao chép văn bản từ tài liệu Word vào bảng tạm và dán vào một trình xử lý văn bản. Phiên bản cuối cùng là Word Viewer 2003 Gói dịch vụ 3 được phát hành vào năm 2007.
Theo các điều khoản cấp phép của Microsoft Word Viewer, phần mềm chỉ có thể được cài đặt và sử dụng để xem và in màn hình các tài liệu được tạo bằng phần mềm Microsoft Office. Phần mềm có thể không được sử dụng cho bất kỳ mục đích nào khác. Người dùng chỉ có thể phân phối phần mềm bằng một tệp được tạo bằng phần mềm Microsoft Office để cho phép người nhận xem và in tệp.
Vào ngày 29 tháng 11 năm 2017, Microsoft đã thông báo rằng Word Viewer sẽ ngừng hoạt động trong tháng đó, không còn nhận được các bản cập nhật bảo mật cũng như không có sẵn để tải xuống. Microsoft đã khuyến nghị người dùng Windows 10 sử dụng ứng dụng Word Mobile và cho người dùng Windows 7 và Windows 8 tải tập tin lên OneDrive và dùng Word Online để xem và in tài liệu miễn phí với một tài khoản Microsoft.

## Hỗ trợ định dạng
Microsoft Word Viewer hỗ trợ:
- tài liệu Word nhị phân (.doc)
- Định dạng RTF (.rtf)
- Text file (.txt)
- HTML (.htm, .html) và MHTML (.mht, .mhtml)
- Microsoft Office XML formats (.xml)
- Tập tin WordPerfect v5.x và v6.x (.wpd)
- Tài liệu Microsoft Works (.wps)

Gói Tương thích cho Định dạng tập tin Word, Excel và PowerPoint được phát hành vào ngày 6 tháng 11 năm 2006, cung cấp hỗ trợ cho các định dạng tài liệu có trong Word 2007:
- Tài liệu Office Open XML (.docx, .docm)[8][1]

## Lịch sử
Word Viewer 6.0 là 16-bit và tương ứng với Word 6.0. Word Viewer 7.0 và 7.1 là 32-bit và tương ứng với Word 95. Word Viewer 7.1 sẽ thực thi các macro WordBasic mà không có cảnh báo. Vi-rút macro điển hình sẽ không lây lan, nhưng nó vẫn có thể thực thi (bao gồm bất kỳ mã độc hại nào).
Word Viewer 97 được phát hành cùng với Word 97.  Phần mềm có sẵn cho Windows ở phiên bản 32 bit. Nó có thể hiển thị các tài liệu Word trong Internet Explorer 3.x trở lên.
Word Viewer 2003 được phát hành vào ngày 15 tháng 12 năm 2004. Điều này bao gồm nhiều cải tiến bảo mật so với Word Viewer 97 và là phiên bản đầu tiên của Word Viewer nhận được các bản cập nhật bảo mật.
Word Viewer 2003 Service Pack 3 được phát hành vào ngày 26 tháng 9 năm 2007 với Office 2003 SP3. Microsoft tiếp tục cung cấp các bản cập nhật bảo mật cho đến tháng 2 năm 2019 (chủ yếu là do POSReady 2009 được cung cấp cùng với bản cập nhật đó).
Việc phát triển sản phẩm đã dừng lại kể từ đó. Trong thời gian chờ đợi, Microsoft đã cung cấp các cách khác để đọc tài liệu Office, thông qua Word Online cũng như WordPad (một thành phần gốc của Windows) trong Windows 7 trở lên, có thể tạo, xem hoặc chỉnh sửa tài liệu Office Open XML (.docx) cùng với Định dạng rtf (.rtf) và tệp văn bản (.txt).
Không có phiên bản nào cho bất kỳ hệ điều hành nào khác ngoài Windows được phát hành.